# Idalia Serrano
Idalia Ester Serrano Franco (Fresno, California, Estados Unidos, 22 de septiembre de 1999) es una futbolista que juega como portera en el club Volos 2004 de la División B griega. Nacida en Estados Unidos, juega para la Selección femenina de fútbol de El Salvador.

## Primeros años de vida
Serrano nació en Fresno, California y se crio en Mendota, California.

## Carrera en la escuela secundaria y la universidad
Serrano ha asistido a la Mendota High School en su ciudad natal y a la Universidad de California en Los Ángeles, California.

## Carrera de futbolista
Serrano es producto de Sacramento United y Santa Clara Sporting en Estados Unidos.
El 5 de agosto de 2024, Serrano fichó por el Volos 2004 de la División B griega.

## Carrera internacional
Serrano hizo su debut absoluto con El Salvador el 19 de noviembre de 2021.